# Xavier O'Callaghan
Xavier O'Callaghan Ferrer (Hospitalet del Infante, Tarragona, 2 de marzo de 1972) es un exjugador de balonmano español, que desarrolló toda su carrera en el FC Barcelona desde 1986 hasta su retirada en 2005.
Jugó con la selección española de balonmano los Juegos Olímpicos de 2000 y de 2004, consiguiendo una medalla de bronce en los de 2000. Jugó 3 partidos y anotó 5 goles.
El 25 de abril de 2010, se le retiró el dorsal número 4, que llevó durante toda su carrera.

## Equipos
- FC Barcelona (1986-2005)

## Palmarés
- 8 Liga ASOBAL
- 7 Copa de Europa
- 2 Recopa de Europa
- 1 Copa EHF
- 5 Supercopa de Europa
- 6 Copa del Rey
- 10 Supercopa de España
- 5 Copa ASOBAL
- 8 Liga Catalana de Balonmano
- 6 Liga de los Pirineos